# Echidgnathia
Echidgnathia is een geslacht van vlinders uit de familie wespvlinders (Sesiidae), onderfamilie Sesiinae.
Echidgnathia is voor het eerst wetenschappelijk beschreven door Hampson in 1919. De typesoort is Tinthia vitrifasciata.

## Soorten
Echidgnathia omvat de volgende soorten:
- Echidgnathia khomasana de Freina, 2011
- Echidgnathia vitrifasciata (Hampson, 1910)